# گمینا راشن
گمینا راشن (به لهستانی:  Gmina Raszyn) یک گمینا در لهستان است که در شهرستان پروشکوف واقع شده‌است. گمینا راشن ۴۳٫۸۹ کیلومتر مربع مساحت و ۱۹٬۷۸۸ نفر جمعیت دارد.